# ARC Mayor Jaime Arias Arango
L'ARC Mayor Jaime Arias Arango (pennant number : DF 170), est un navire ravitailleur de sous-marins de poche colombien. 

## Conception
Basée à La Spezia, à proximité des forces spéciales navales italiennes (COMSUBIN), la société Drass était un voisin proche de Cos.Mo.S (Costruzione Motoscafi Sottomarini s.a.s) à l’époque où ce dernier était un important exportateur de sous-marins de poche et de véhicules de transport de nageurs de combat (SDV). Après que Cos.Mo.S ait cessé ses activités, Drass a racheté ses modèles et son outillage, et a continué à commercialiser une gamme de sous-marins de poche et de SDV. Parmi ses modèles figure la barge de transport et de récupération de sous-marins de poche, en anglais Midget transportation and recoyery barge (MTRB). C’est une barge semi-submersible polyvalente, capable d’accueillir deux sous-marins de poche tels que le DG-50 de 291 tonnes, qui mesure environ 35 mètres de long et peut transporter cinq torpilles, et deux SDV de quatre hommes. Le MTRB est conçu pour fournir un soutien logistique et un entretien dans les eaux portuaires et protégées. Quatre ancres permettent son amarrage et son positionnement en pleine mer, et il peut être remorqué comme base déployable.

## Engagements
L’ARC Mayor Jaime Arias Arango a été acquis par la marine nationale colombienne pour transporter et fournir un soutien logistique aux deux sous-marins de poche italiens de type Cosmos SX 506, les ARC Intrépido (S-21) et ARC Indomable (S-22), d’un déplacement de 58 tonnes en surface et 70 tonnes en plongée. Il a une capacité de cale sèche de 165 tonnes. Ce navire-dépôt n’est pas automoteur et ne peut donc pas naviguer par ses propres moyens. Son indicatif DF 170 est pour Dique Flotante (en français : quai flottant).
Le navire a été nommé en l’honneur du major Jaime Arias Arango, un officier à la brillante carrière militaire qui a perdu la vie lors d’un exercice avec les forces spéciales de la Marine colombienne. Sa livraison par Conastil à la Marine colombienne a donné lieu à une cérémonie le 25 mai 1975, marquant son incorporation officielle dans l’institution, en présence de nombreux officiers de haut rang. Le pavillon national a été alors hissé pour la première fois sur son mât arrière. Le premier test de navigation en mer a été effectué le 12 décembre 1974, le navire étant remorqué pendant 8 heures par le remorqueur Bahía Honda.
En 1997, le navire a subi des opérations majeures d’entretien. En 2007 sa modernisation a ajouté un système de surveillance des réservoirs de ballast, des sondes de profondeur et de la technologie PLC. Un panneau d’écrans de marque Siemens 6AV6642 permet à un opérateur de visualiser les données. Il aussi reçu des indicateurs d’assiette, des détecteurs de fumée et d’inondation.
Avec le retrait du service en 2013 des deux sous-marins de poche Cosmos SX 506 par la Colombie, le Mayor Jaime Arias Arango a également été retiré du service actif. La cérémonie de désarmement des deux sous-marins tactiques et du Mayor Jaime Arias Arango a eu lieu à la base navale ARC Bolívar à Carthagène. La deuxième Commission constitutionnelle du Sénat de la République a décerné aux trois unités le grade de Grand Commandeur dans l’Ordre du Mérite de la Démocratie,.